# Avenida Atlantic (línea Canarsie)
La Avenida Atlantic es una estación en la línea Canarsie del Metro de Nueva York de la división B del Brooklyn–Manhattan Transit Corporation. La estación se encuentra localizada en East New York, Brooklyn entre la Avenida Atlantic y la Avenida Snediker. La estación es servida en varios horarios por los trenes del Servicio .